# Villa Del Magro

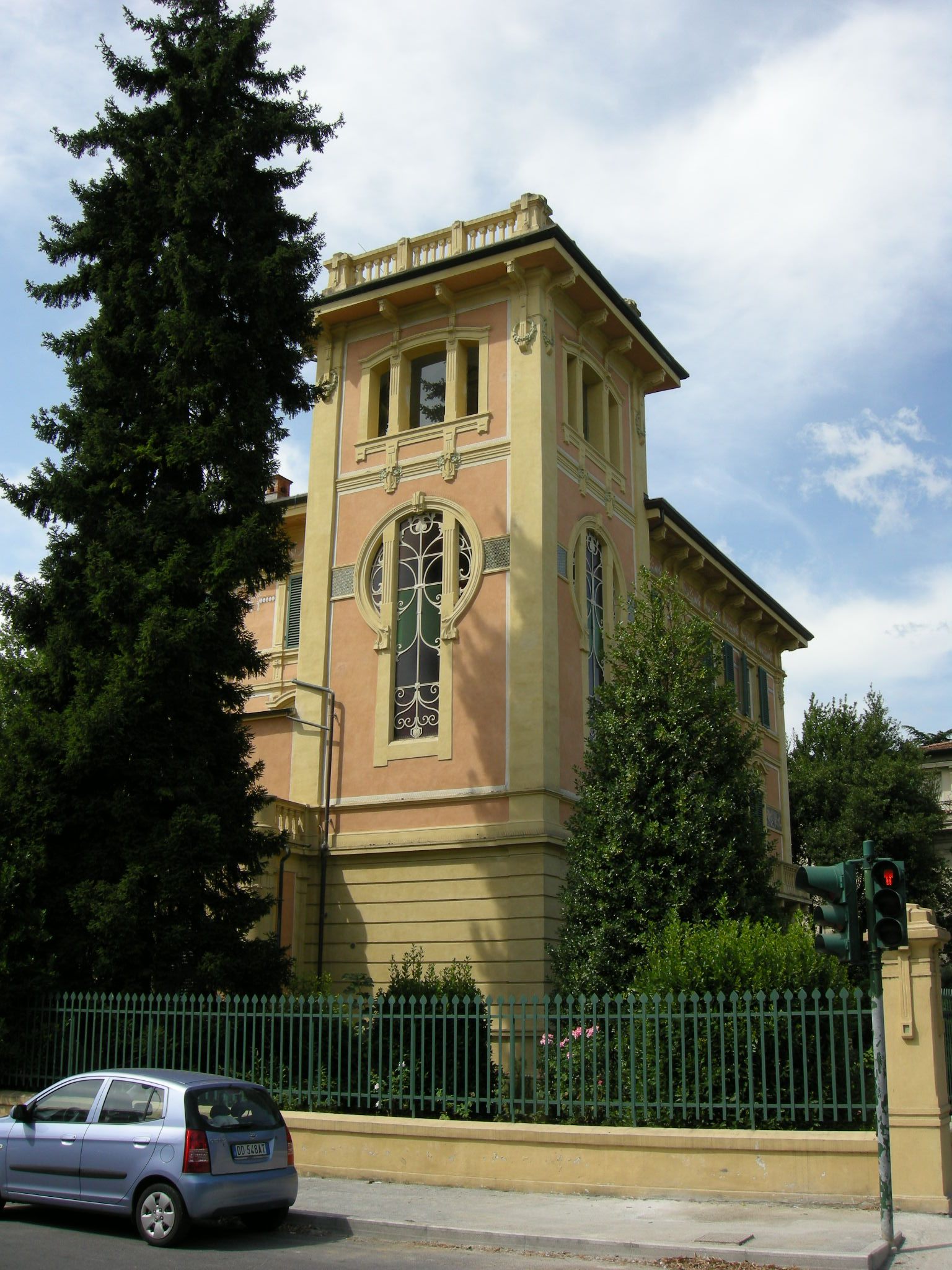
La torretta

Villa del Magro è una dimora signorile situata in viale Giusti, 331 in zona San Concordio-Pulia, a Lucca, a ridosso delle mura.

## Storia
La villa fa parte del primo sviluppo edilizio esterno alla città murata in diretta connessione con il tratto meridionale delle mura di Lucca ed è progettata dallo stesso committente, l'ing. Daniele Del Magro, che la realizza come propria abitazione. Nel progetto presentato al comune di Lucca nel settembre 1912 è prevista una realizzazione su due piani oltre il piano cantinato, mentre, come risulta dalla testimonianza dell'attuale proprietà, è stata realizzata sin dall'origine nella sua forma attuale, cioè a tre piani.
Come residenza monofamiliare, l'edificio è provvisto di un piano terra destinato a zona giorno, un primo piano destinato a zona notte e un secondo piano destinato alla servitù e con ambienti di servizio. Successivamente i tre piani sono stati adibiti a tre distinti appartamenti.
All'interno dell'edificio, il primo tratto dello scalone ha subito un crollo ed è stato ripristinato per intervento dell'architetto Gaetano Orzali, negli anni '20.
La prima modifica all'impianto originario, presumibilmente riferibile all'immediato dopoguerra, riguarda la chiusura di una porzione della terrazza al piano primo. La seconda modifica, in ordine di tempo, è riferibile alla chiusura della veranda a piano terra con una finestratura. Nel 1971 la scala di servizio nel prospetto sud, che dava accesso alla cucina, è stata demolita per realizzarvi un avancorpo.
Recentemente, nel 1993, è stata realizzata una scala a chiocciola esterna adiacente al prospetto sud.
A chiusura del giardino lungo il viale Giusti, è da notare che gli unici elementi originali dell'attuale recinzione in ferro sono il grande cancello in ferro battuto, in asse con il portone d'ingresso della villa, e un piccolo cancello sempre in ferro battuto all'estremità occidentale della cancellata, nonché il cancello su via Nazario Sauro.

## Architettura

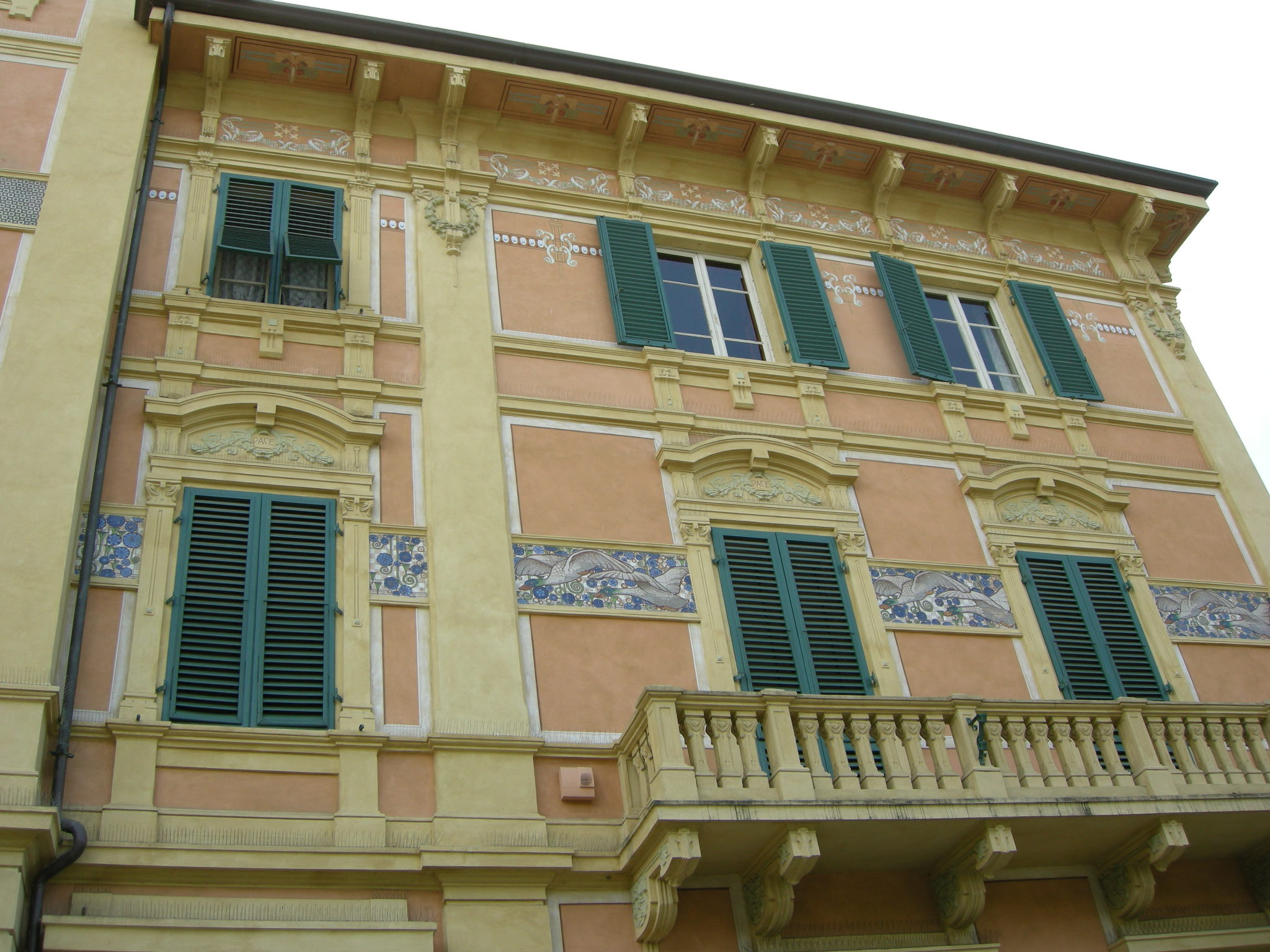
Decorazione architettonica

L'edificio, inserito in un giardino di vaste proporzioni, si sviluppa su tre piani con copertura a padiglione ad eccezione di un corpo verticale a est sopraelevato di un piano e coperto a terrazza. A piano terra, sul prospetto principale orientato a nord, accanto al portone d'ingresso sormontato da un architrave aggettante, si affiancano due semplici aperture. Lo stesso prospetto, nella parte orientata ad est, è caratterizzato da fasce di finto bugnato liscio, motivo che si ritrova anche sull'angolo ovest del prospetto. Esiste inoltre una terrazza con balaustra e colonnine in cemento che percorre una parte di questa facciata e tutta quella ad ovest.
Al primo piano, nel prospetto frontale, si aprono due porte-finestre che si affacciano su un terrazzo con parapetto a colonnine, che poggia su mensole decorate a motivi fitomorfi. Le due porte-finestre e la finestra di questo piano sono sormontate da un architrave decorato con festoni e con corone di fiori che incorniciano la parola "Pace". Alcuni riquadri in maiolica, disposti tra le finestre, raffigurano anitre in volo su uno sfondo policromo e sono opera di Galileo Chini.
Sulla facciata ovest sono ripetuti gli stessi motivi decorativi delle maioliche e delle aperture. Al secondo piano, le finestre sono più piccole e semplicemente riquadrate. Sia al primo che al secondo piano corre, per tutti i prospetti, una fascia delimitata da due cornici, una all'altezza dei solai, l'altra all'altezza dei davanzali.
La torre d'angolo a est è caratterizzata, sia sul prospetto frontale che laterale, da due grandi aperture vetrate con profilo "a bulbo" e chiuse con quadrelli policromi percorsi da motivi in ferro battuto, ai lati delle quali sono poste due fasce di maiolica a tasselli colorati. Superiormente la torre ha, per ogni prospetto, un'apertura tripartita con arco a sesto ribassato.
I prospetti a est e a ovest hanno le stesse caratteristiche di quello frontale a eccezione, in quello a est, di una veranda a piano terra.
Il prospetto retrostante non ha elementi decorativi, ma solo un rigoroso allineamento delle aperture. Tutti gli angoli dell'edificio sono rimarcati da lesene che originano dalla cornice marcapiano del primo solaio e terminano nel sottogronda con corone di fiori in cemento intonacato.
All'interno, la porta che unisce il vano d'ingresso con il vano in cui sono ubicate le scale e il portone d'ingresso all'appartamento a piano terra presenta una struttura in legno laccato con vetrate policrome che riportano, nella parte superiore, lo stemma di famiglia, vale a dire uno scudo con un cane ("cane macris").
L'appartamento al piano terra, ristrutturato, mantiene le porte originali in legno laccato, mentre ha pavimenti in ceramica probabilmente degli anni '50, tranne gli ambienti ubicati nella zona nord-ovest che mantengono i pavimenti originali in graniglia e cemento colorato gettati in opera con greche perimetrali in colori contrastanti.
L'appartamento al primo piano mantiene le porte originali e in tutti gli ambienti, tranne nella piccola cucina, i pavimenti originali in graniglia, simili a quelli del piano terra.
L'appartamento al secondo piano è stato invece ristrutturato e non mantiene elementi originali. La scala interna è realizzata in marmo con ringhiera in ferro battuto, anch'essa prodotta come tutti gli altri lavori in ferro, dall'officina Guidi di Lucca. Nella balaustra, come sulle vetrate colorate, è sagomato il monogramma DM.

## Fortuna critica

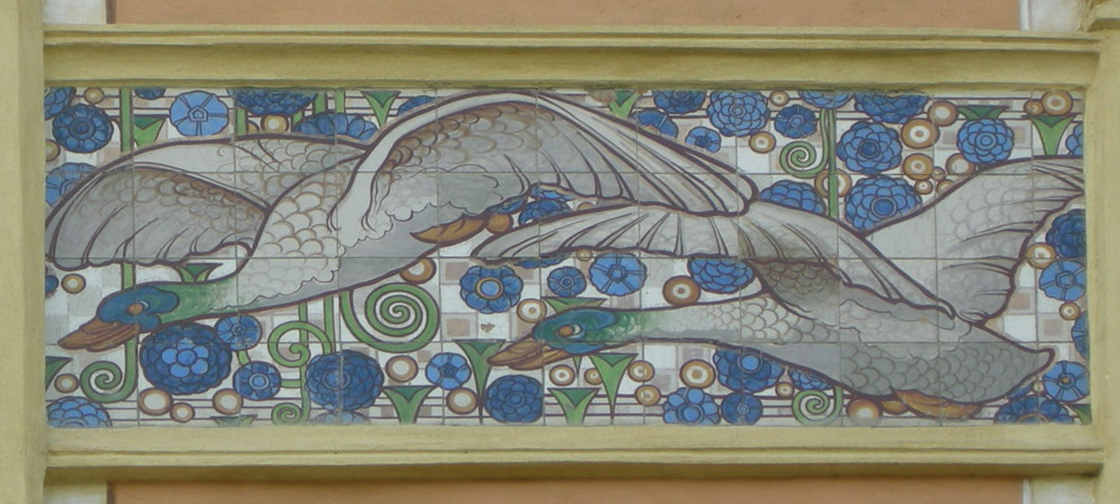
Il fregio ceramico

Anche questo esempio di architettura liberty è da riferire alla particolare situazione socio-economica in cui si era andata affermando la nuova classe imprenditoriale "borghese" di inizio Novecento. Daniele Del Magro, ingegnere civile laureato al Politecnico di Torino, professionista che aveva lavorato per alcuni anni in Argentina, apparteneva ad una famiglia borghese di piccola proprietà agricola che aveva fatto fortuna col commercio e l'industria alimentare. Progetta prima per lo zio Pietro Fortuna Dell'Agnello il palazzo di Viale Giusti all'angolo con Via Montegrappa e poi per il padre Michele, con cui convive, la Villa di Viale Giusti (e per la zia il villino in Viale Cadorna) caricando la parte più emblematica, la torre, di "stilemi di aggettivazione liberty ritenuti funzionali alla rappresentatività del prestigio", divenendo esempio quindi di una sorta di contingente espressione architettonica, riduzione "provinciale" del linguaggio liberty per l'affermazione delle aspirazioni borghesi del momento.